# Glencoe, Alabama
Glencoe är en stad (city) i Calhoun County, och  Etowah County, i delstaten Alabama, USA. Enligt United States Census Bureau har staden en folkmängd på 5 154 invånare (2011) och en landarea på 43,9 km².